# Раутлеџова енциклопедија филозофије

Раутлеџова енциклопедија филозофије (енгл. Routledge Encyclopedia of Philosophy) јесте енциклопедија филозофије коју уређује филозоф Едвард Крејг и коју је први пут издао Раутлеџ 1998. године ( 978-0415073103). Оригинално је објављена и у 10-томном принтаном издању и као CD-ROM, а 2002. је постала доступна онлајн преко претплате. Онлајн верзија се редовно ажурира новим чланцима и дорадама пређашњих. Има око 1.300 сарадника и преко 2.000 научних чланака.

## Једнотомна издања
Два једнотомна издања енциклопедије су до сада изашла, Концизна Раутлеџова енциклопедија филозофије — први пут објављено 1999. ( 978-0415223645), те Краћа Раутлеџова енциклопедија филозофије — први пут објављено 2005. ( 978-0415324953). Концизна верзија има исти број уносао као и 10-томно издање, али сваки унос је сажетак теме која претходи сваком чланку у стандардном великом издању. Краћа верзија има преко 900 чланака, а сваки је са детаљнијом покривеношћу у односу на одговарајућу унос (ако постоји) у Концизној енциклопедији.